# Encinas de Abajo
Encinas de Abajo – gmina w Hiszpanii, w prowincji Salamanka, w Kastylii i León, o powierzchni 20,86 km². W 2011 roku gmina liczyła 620 mieszkańców.